# 元象
元象（げんしょう）は、南北朝時代の東魏において、孝静帝の治世に使用された元号。538年正月 - 539年11月。

## 西暦・干支との対照表
| 元象 | 元年  | 2年   |
| 西暦 | 538年 | 539年 |
| 干支 | 戊午  | 己未  |